# Óðinn
Óðinn – patrolowiec Islandzkiej Straży Wybrzeża. Jest najstarszym okrętem floty Islandzkiej Straży Wybrzeża, ale uważa się, że jego silniki produkcji Burmeister & Wain wciąż są zdatne do użycia. Od wycofania go z aktywnej służby, okręt jest wykorzystany jako pływająca wystawa w muzeum Víkin w porcie w Reykjavíku. Silniki są utrzymywane w sprawności i w czerwcu 2011 r. wciąż mogły być uruchomione.

## W filmie
„Óðinn” został wykorzystany w scenerii w filmie Sztandar chwały, kiedy ten był kręcony na Islandii w 2005 roku. Okręt uratował jedną z barek desantowych użytych w filmie i był bliski wpadnięcia na klif.

## Poprzednie okręty „Óðinn”
- Pierwszy „Óðinn” był drugim wprowadzonym do służby okrętem Islandzkiej Straży Wybrzeża i pierwszym zbudowanym jako patrolowiec. Został zbudowany w 1925 r. i dotarł do Islandii 23 czerwca 1926 roku. Miał wyporność 512 ton i był uzbrojony w dwa działa kal. 57 mm. Z powodu złego zarządzania finansami Islandzkiej Straży Wybrzeża, okręt został tanio sprzedany Szwecji w 1936 roku.
- Drugi „Óðinn” został zbudowany w Akureyri w 1938 r. Miał wyporność jedynie 85 ton i był zrobiony z drewna dębowego. Kiedy obecny „Óðinn” został wprowadzony do służby, drewniany okręt został przemianowany na „Gautur”. Nazwa ta jest jedną z innych nazw Odyna. Statek został wycofany ze służby w 1964 roku.